# 대한민국의 동물 복지

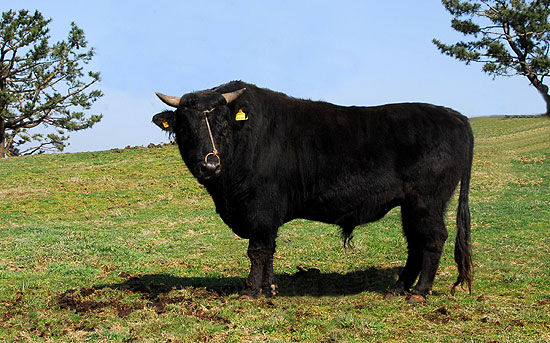
제주흑우는 우리나라 고유종이다.

대한민국의 동물 복지 및 권리는 대한민국의 비인간 동물에 관한 법률 및 대우에 관한 것이다. 한국의 동물복지법은 국제 기준으로 미약하다. 한국에는 반려동물의 복지와 개고기 거래에 주로 초점을 맞추고 있는 것으로 보이는 소수의 동물복지 및 권리단체가 활동하고 있다.

## 법률 제정
한국의 대표적인 동물복지법은 1991년 통과된 동물보호법이다. 이 법은 “동물에 대한 학대를 방지하고 보호·관리하기 위하여 필요한 사항을 규정함으로써 동물의 생명을 존중하여 동물의 생명과 안전 및 복지를 증진하고 사람의 정서발달을 촉진함”을 목적으로 한다.
이 법은 소, 말, 돼지, 개, 고양이, 토끼, 닭, 오리, 염소, 양, 사슴, 여우, 밍크와 같은 척추 동물에 대한 학대를 금지하지만 물고기, 갑각류 및 인간이 일반적으로 사용하는 기타 동물은 제외한다. 더불어 잔인한 방법으로 또는 공개적으로 같은 종의 동물이 있는 곳에서 동물을 죽이는 것을 포함한다. "도구 또는 약물"로 동물을 다치게 하는 것, 살아있는 동물의 몸에서 체액을 수집하는 것, 오락을 위해 동물을 다치게 하는 것, 그 밖에 농림수산식품부령으로 정하는 사유 없이 피해를 입은 경우 등이 있다. 이 법은 질병의 예방 또는 치료, 실험 또는 민속놀이를 위해 행해진 행위를 면제한다.
잔인한 행위에 대한 처벌은 1년 이하의 징역 또는 1,000만 원의 벌금이다. 유기 시 과태료는 최대 100만 원이다. 이 법은 사람들이 잔인한 행위로 유죄 판결을 받은 경우 동물 소유를 금지할 수 있는 권한을 지자체에 부여하지 않으며 반복적으로 동물 학대를 저지른 범죄자에 대해 더 높은 처벌을 부과하지도 않는다.
또한 지자체의 의무가 법에 규정되어 있다. 원래 법에 따르면 동물의 소유자와 사육자는 적절한 사료와 물을 제공하고 관리 중인 동물이 적절하게 운동하고 휴식할 수 있도록 노력해야 한다. 2011년 수정안은 "노력" 문구를 엄격한 책임 요건으로 변경하고 일부 범죄에 대해 징역형을 부과한다.
특히 농업용 동물에 관하여는 동물등록을 의무화하고, 운송 중인 동물에 대한 일정한 보호를 규정하고, 농림수산식품부령으로 정하는 방법에 따라 도살하도록 규정하고 있다. 기절하거나 가스로. 정부는 축산업과 관련된 사항을 포함해 동물복지종합계획을 5년마다 수립·시행한다.
동물 실험은 동물대체를 고려해야 하며, 가능한 한 통증에 덜 민감한 동물을 사용하고, 마취가 필요하며, 사람에게 길러지다가 길을 잃거나 유기된 동물(안내견 등)은 사용하지 말아야 한다. 동물실험을 하는 시설에는 동물실험윤리위원회를 두도록 법으로 규정하고 있다.
동물보호법 외에 야생동물 보호 및 관리에 관한 법률은 독살과 같은 잔인한 방법으로 야생동물을 죽이는 것을 금지하고 있다. 포획된 동물을 다치게 하고 살아있는 야생 동물로부터 체액 또는 신체 일부를 수집한다.
2014년과 2020년에 한국은 세계동물보호지수 (World Animal Protection's Animal Protection Index)에서 A~G 등급 중 D등급을 받았다.

## 동물 문제

### 축산업과 소비
한국의 동물성 제품 소비가 증가하고 있다. 농림축산식품부의 보고서에 따르면 1인당 육류 소비량은 1980년 11.3kg에서 2013년 42.7kg으로 증가했다. 채식주의와 완전채식주의는 드물지만 증가하고 있을 수 있다.
한국의 육우는 벼농사를 짓는 가축으로 시작되었다. 한 번에 1~4마리의 소를 소규모로 운영하는 2차 활동으로 여전히 많은 소가 벼 농장에서 자라고 있다.
돼지와 닭은 집약적 축산 방식으로 사육되며 지난 30년 동안 생산량이 크게 증가했다. 가금류 생산의 성장은 1980년대와 1990년대에 패스트푸드 프라이드 치킨 프랜차이즈의 도입과 함께 크게 성장하기 시작했다. 돼지고기 생산량은 1980년대에 200%, 1990년대에는 50% 이상 증가했다. 적은 수의 저비용 생산자에게 닭과 돼지 사육이 집중되는 경향이 있다.

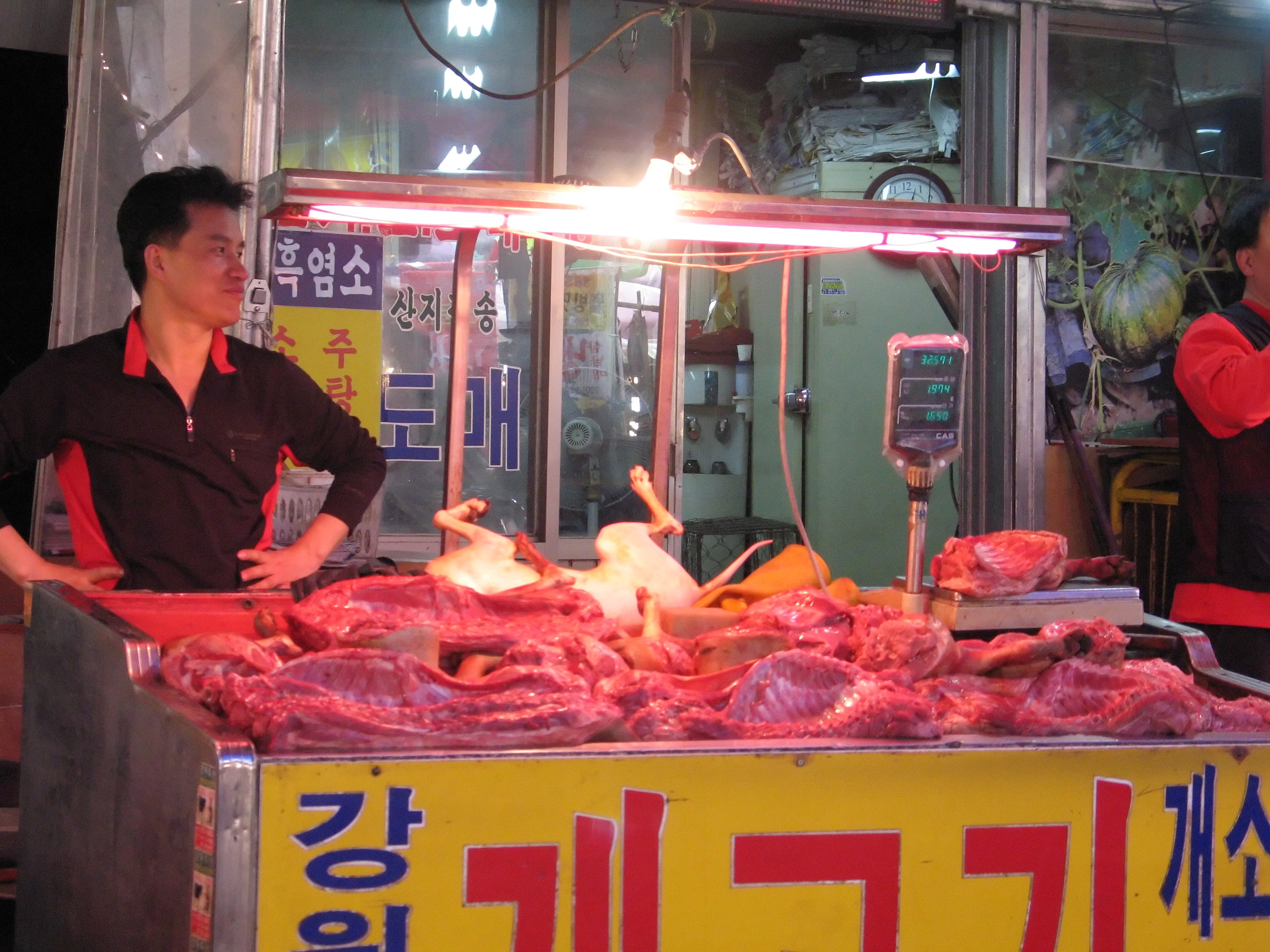
서울 경동시장에서 파는 개고기.

고기 거래는 한국 동물 운동가들의 주요 관심사다. 매년 200만 마리 이상의 개가 소비되고 있으며, 애완견은 동물 보호법을 위반하여 도난당하거나 거래에 팔리고 잔인한 방법(예: 구타, 감전사)으로 죽임을 당한다. 매년 음식이나 약용으로 수천 마리의 고양이가 죽임을 당하며 때로는 압력솥에서 산 채로 끓이는 것과 같은 비인도적인 방법으로 죽임을 당하기도 한다.

### 동물 실험
2013년 여론 조사에서 한국 응답자 10명 중 7명은 화장품 동물 실험 중단을 지지했다. 그해 식품의약품안전처는 자외선차단제, 주름개선크림 등 기능성 화장품에 대해 비동물성시험 결과를 인정하는 정책안을 발표했다. 2015년 식품의약품안전처에서 결정한 특정 화장품에 대해 비동물 대체 실험을 의무화하는 법이 통과되어 2018년부터 발효된다.
농림축산검역본부에 따르면 2016년 연구에 사용된 동물의 수는 287만8907마리였다. 종별로는 설치류(생쥐, 쥐 등) 91.4%, 어류 4.1%, 새 1.9%, 토끼 1.3%, 기타 척추동물 1.3%였다. 연구에 사용된 동물의 수는 760,296마리에 불과한 2008년 이후 꾸준히 증가했다.
2020년 7월 독립 여론 조사 회사인 리얼미터가 실시하고 Humane Society International(Korea)의 의뢰로 실시한 새로운 여론 조사에 따르면 한국 국민 대다수는 세금이 동물 실험 대신 이러한 첨단 접근법을 지원하는 데 사용되기를 원한다. 거의 82%의 응답자가 21대 국회에서 쥐, 원숭이, 개에 대한 실험 대신 인간 장기 모방 및 인간 유래 세포를 사용한 실험과 같은 접근 방식을 포함하는 동물 실험의 대안에 대한 입법적 지원을 원한다는 것이다.

### 의류에 사용되는 동물
한국에는 모피 농장이 없지만 한국은 2012년에 2,470억 원 상당의 모피를 구매한 세계 5대 모피 수입국 중 하나이다. 모피의 인기는 최근 몇 년 동안 증가하여 총 시장 가치가 2007년 7,890억 원에서 2012년 1조 1,000억 원으로 증가했다.
가죽에 대한 수요도 2007년에서 2012년 사이에 48% 증가하여 증가하고 있다. 2012년 가죽의 시장가치는 1조 6,000억 원에 이르며, 이 중 66%가 국내에서 생산된다.

## 동물 운동
국내에는 소수의 동물복지단체가 존재하며 동물복지에 대한 관심이 높아지고 있다. 2002년 설립된 CARE(Coexistence of Animal Rights on Earth)는 국내 최대 동물운동가 단체다. CARE는 죽이지 않는 동물 보호소를 운영하고 개고기, 동물 실험, 공장식 축산, 고래잡이, 모피를 포함한 다양한 동물 권리 및 복지 문제에 대해 대중을 교육하고 공장식 축산 조사를 수행한다.
International Aid for Korean Animals(IAKA)는 1997년에 개고기와 동물 의약품 거래의 잔인함에 대해 대중, 특히 학생들을 교육하기 위해 설립되었다. 그들의 자매 조직인 한국동물보호교육학회(KAPES)는 대중에게 입양, 중성화, 중성화 및 적절한 애완동물 관리에 대해 교육한다.
2016년 동물권단체인 동물아리랑은 대한민국 헌법에 동물권 조항을 포함시켜 달라는 청원을 시작했다.
캘리포니아에 기반을 둔 동물 권리 단체인 In Defence of Animals 는 한국 동맹국과 협력하여 동물 권리 시위를 벌이고, 개 농장에서 개를 구출하고, 기존 동물 보호법을 더 잘 시행하기 위해 정부에 로비한다.